# 大型平庸猪笼草
大型平庸猪笼草（学名：Nepenthes macrovulgaris）是婆罗洲特有的热带食虫植物。其种加词“macrovulgaris”，来源于希腊文和拉丁文“macro”和“vulgaris”，意为“巨型的”和“普通的，平庸的”。其通常生长于苔藓森林及亚山地森林空地，海拔300米至1200米处。其仅存在于超基性基质的原生地中，包括婆罗洲沙巴的基纳巴卢山、南布由康山（Mount Nambuyukon）、丹浓谷、塔湾山脉（Tawai Range）、马廖山脉（Meliau Range）和塞兰山（Mount Silam）。其捕虫笼可高达25厘米，为绿色至褐色，通常具斑点。

## 相关物种
大型平庸猪笼草与刚毛猪笼草（N. hirsuta）和粗毛猪笼草（N. hispida）之间存在着密切的近缘关系。植物学家马修·杰布和马丁·奇克还认为大型平庸猪笼草猪笼草与菲律宾巴拉望省特有的菲律宾猪笼草（N. philippinensis）之间存在近缘关系。 
| 大型平庸猪笼草、刚毛猪笼草与粗毛猪笼草之间形态特征的区别（Steiner, 2002 after Clarke, 1997） |                                                            |                                          |                                            |
| 形态特征                                                                                     | 大型平庸猪笼草                                             | 刚毛猪笼草                               | 粗毛猪笼草                                 |
| 叶片                                                                                         | 可长达30厘米，为长圆形至线形                               | 革质可长达20厘米，为槽状－匙形或倒卵形   | 革质，无柄，可长达28厘米，倒披针形－长圆形 |
| 叶尖                                                                                         | 急尖至钝尖                                                 | 急尖或圆形                               | 渐尖－钝尖，通常不等侧                     |
| 叶基                                                                                         | 渐狭为具翼的叶柄，基部翼較宽，包住茎周长的二分之一，不下延 | 基部渐狭，横向平展，包住茎周长的二分之一 | 基部渐狭，抱茎，常下延至节间               |
| 纵脉                                                                                         | 中脉两侧各2至3条                                           | 不明显                                   | 中脉两侧各3条                              |
| 毛被                                                                                         | 成熟的捕虫笼和茎无毛被，发育中的捕虫笼有少量的短毛         | 茎覆盖着褐色的长毛                       | 茎覆盖着浓密的紫灰色粗毛                   |

## 命名
约翰·R·特恩布尔（J.R.Turnbull）和安妮·T·米德尔顿（A.T.Middleton）在1988年对大型平庸猪笼草进行了正式描述，并介绍了其种加词的来由：
|  | ……除了它的植株较为巨大，并没有其他与别的猪笼草相区别的形态特征。词尾“vulgaris”表示的意思是普通的，平庸的。种加词是希腊文和拉丁文的非规则组合。该名称曾被用于野外以确定发到种植者手上的是哪个类群。这个非正式的名称现在被广泛的用于植物玩家间。我们认为更改这名称会造成不必要的混乱。 |

## 自然杂交种
- N. albomarginata × N. macrovulgaris[10]
- N. macrovulgaris × N. rajah[4]
- N. macrovulgaris × N. reinwardtiana[4]
- N. macrovulgaris × N. tentaculata[4]

## 扩展阅读
- 食虫植物照片搜寻引擎中大型平庸猪笼草的照片 （页面存档备份，存于）

 维基共享资源上的相關多媒體資源：大型平庸猪笼草
 維基物種上的相關：大型平庸猪笼草